# Amstrad CPC
L'Amstrad CPC è una serie di home computer a 8 bit prodotta dalla Amstrad tra la metà gli anni '80 e i primi anni '90.
CPC è la sigla di "Colour Personal Computer", a indicare la capacità del computer di generare immagini a colori. A differenza dei modelli della concorrenza del periodo, i computer della serie CPC erano venduti come sistemi completi e, nella dotazione, erano infatti forniti con un monitor (monocromatico o a colori) e un lettore di cassette o floppy integrato.
Il CPC vendette bene nel Regno Unito, suo luogo di origine, ma diventò un fenomeno in molti paesi dell'Europa, specialmente in Francia, dove divenne l'home computer più venduto.

## Storia
Il primo computer della serie fu il CPC 464, presentato nel 1984: fu messo in vendita inizialmente al prezzo di 239 sterline per il modello con lo schermo monocromatico (GT64) e di 359 sterline (prima della commercializzazione era stato presentato a 349 sterline) per il modello con schermo a colori (CTM640).
La macchina venne pubblicizzata come il successore migliorato dello ZX Spectrum e del Commodore 64, tuttavia a causa della sua entrata ritardata nel mercato europeo degli 8 bit la serie CPC non raggiunse mai gli stessi volumi di vendita dello Spectrum o del Commodore 64, ma riuscì a imporsi lo stesso come uno dei computer più venduti in Europa: il modello 464 fece segnare 2 milioni di unità vendute.
Nel complesso la linea CPC vendette 3 milioni di unità.

## I modelli prodotti

### Amstrad CPC 464
Il CPC 464 fu sviluppato per entrare in competizione con il Commodore 64 e il Sinclair ZX Spectrum. Fu venduto nella sola configurazione con un registratore a cassette integrato e 64 kB di RAM: di questi, 42 KB erano disponibili per l'utente. Il segnale video viene riprodotto su un particolare monitor dedicato (monocromatico o a colori), da cui il computer riceve anche l'alimentazione. Rimase in commercio all'incirca per 6 anni, dal 1984 al 1990.

### Amstrad CPC 472

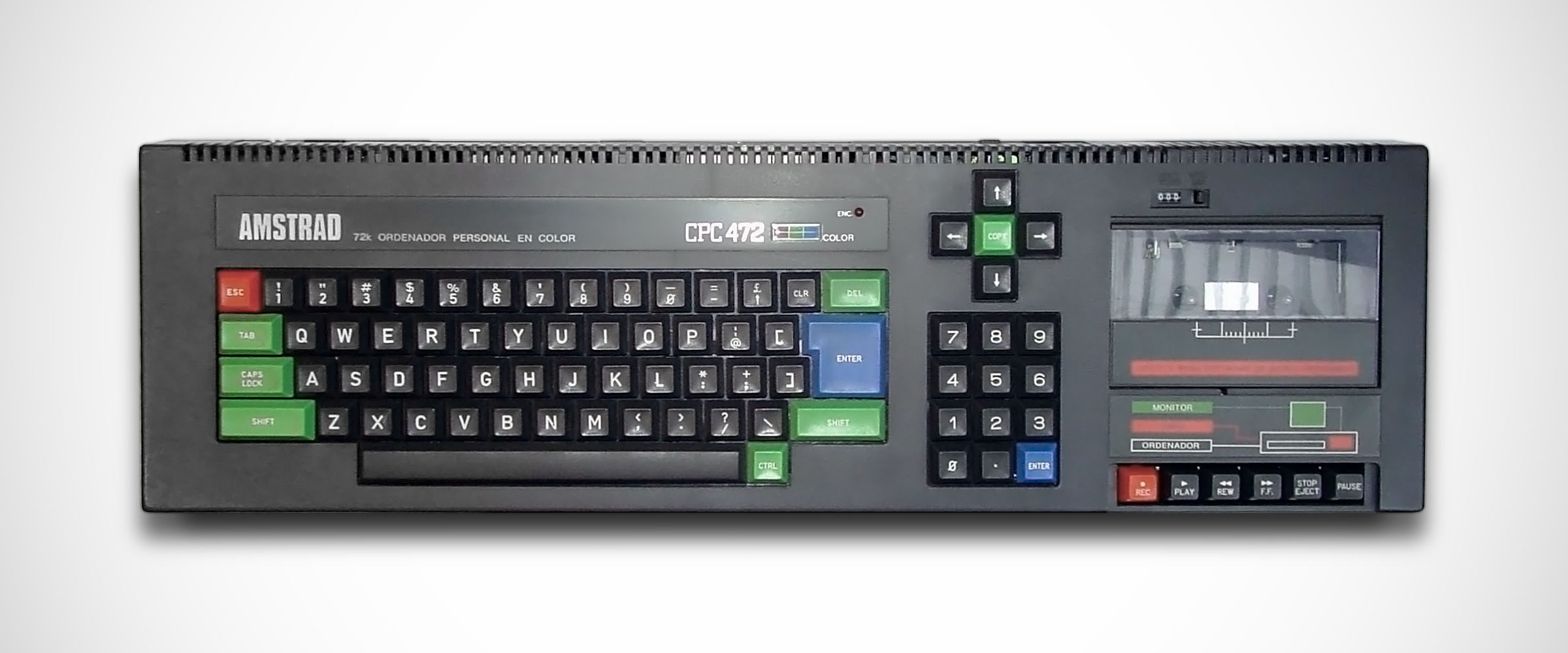
Un Amstrad CPC 472 con tastiera inglese.

Il CPC 472 è una versione particolare del 464 riservata al mercato spagnolo, prodotto per rispondere ai cambi della normativa in merito alla commercializzazione di microcomputer in vigore in quel Paese durante quegli anni. Inizialmente il computer fu importato da Indescomp e distribuito come CPC 464, con la tastiera originale inglese. Nel mese di settembre del 1985, però, il Governo spagnolo promulgò una legge per cui a tutti i computer con un quantitativo di memoria pari o inferiore a 64 KB sarebbe stata applicata una tassa supplementare. Per aggirare questa tassa Indescomp modificò in Spagna i 464 che importava: tolse il chip ROM che conteneva il Locomotive BASIC 1.0 del 464 e montò su questo zoccolo una piccola scheda su cui installò sia il chip ROM del 664 (per cui il computer aveva il Locomotive BASIC 1.1 e non più l'1.0 del modello originale) sia ulteriori 8 KB di RAM così che il quantitativo finale fu di 72 KB. Questi 8 KB non erano comunque disponibili per l'utente: la versione "ufficiale" di Indescomp dichiarava che gli 8 KB addizionali non erano disponibili perché "riservati all'interprete BASIC 1.1" ma in realtà questo chip non era collegato a nulla ed era stato installato solo per aggirare la tassa. Questo computer presentava la tastiera originale del 464 con le scritte del modello in spagnolo. La tassa sul limite della memoria restò in vigore solo 1 mese, sostituita poi da un'altra che imponeva ai distributori l'obbligo di fornire computer con documentazione, messaggi di sistema e tastiera in spagnolo. Per rispondere a questa nuova norma Indescomp modificò la ROM in modo da supportare anche la lingua spagnola. Questi modelli sono riconoscibili per la presenza del tasto Ñ. Il computer offriva sempre 72 KB di RAM sulla scheda aggiuntiva. Il 1º gennaio 1986 la Spagna si unì all'Unione europea e la tassa sulla tastiera spagnola fu abolita. Indescomp rimosse perciò la scheda con gli 8 KB di RAM aggiuntiva ma lasciò la ROM con il supporto alla lingua spagnola: questo modello fu commercializzato nuovamente come CPC 464 anche se dotato della tastiera spagnola come il precedente 472.

### Amstrad CPC 664

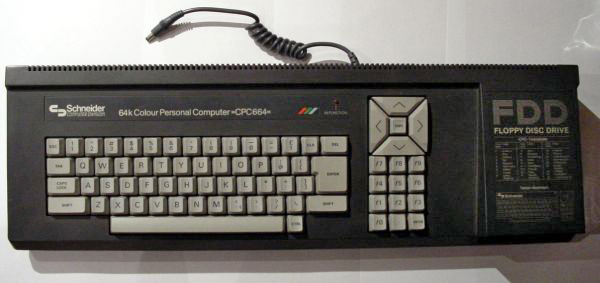
Lo Schneider 664, versione tedesca dell'Amstrad CPC 664: si notino tutti i tasti di colore grigio, invece che blu e grigio.

Il CPC 664 venne presentato nella primavera del 1985, ed è dotato di un lettore di floppy disk, che prende il posto del lettore di cassette presente sul modello 464: quest'ultimo non fu però tolto dal commercio ma continuò a essere prodotto normalmente. Il CPC 664 venne presentato non solo come il più economico sistema dotato di floppy in circolazione, ma anche come il più economico computer compatibile con il sistema operativo CP/M.
L'unità floppy integrata non era quella da 3,5" di Sony ma una più compatta da 3" prodotta da Hitachi. Oltre alla diversa memoria di massa il CPC 664 si differenzia dal predecessore per una tastiera rivisitata, con i tasti cursore sopra al tastierino numerico adesso di grandi dimensioni in stile MSX, e dai tasti multicolore spariti e sostituiti da 2 uniche tonalità: i tasti speciali (come il Control o il Tasto maiuscolo) sono blu mentre tutti gli altri tasti sono di colore grigio. Sui modelli tedeschi importati dalla Schneider tutti i tasti sono grigi.
Il computer posteriormente presenta un ulteriore connettore, necessario per l'alimentazione a 12 Volt richiesta dall'unità a dischi (il registratore del CPC 464 opera a 5 V come il computer). A causa di questa modifica furono presentati anche 2 nuovi modelli di schermi, monocromatico (nel modello GT65) e a colori (nel modello CTM644), compatibili con il CPC 664 e dotati di una nuova uscita di alimentazione a 12 V per fornire al computer la nuova tensione elettrica. Per il computer erano disponibili sia il sistema operativo AMSDOS sia il CP/M in versione 2.2. Come linguaggi di programmazione venivano offerti il Locomotive BASIC, qui in versione 1.1 con alcuni comandi aggiuntivi rispetto alla 1.0 del CPC 464, sia altri disponibili per il CP/M, come il Logo.
Nonostante il computer rimase in commercio per soli 6 mesi, fu tolto appena fu presentato il modello 6128, vendette molto bene: grazie al suo basso prezzo ne furono commercializzate 10.000 unità.

### Amstrad CPC 6128

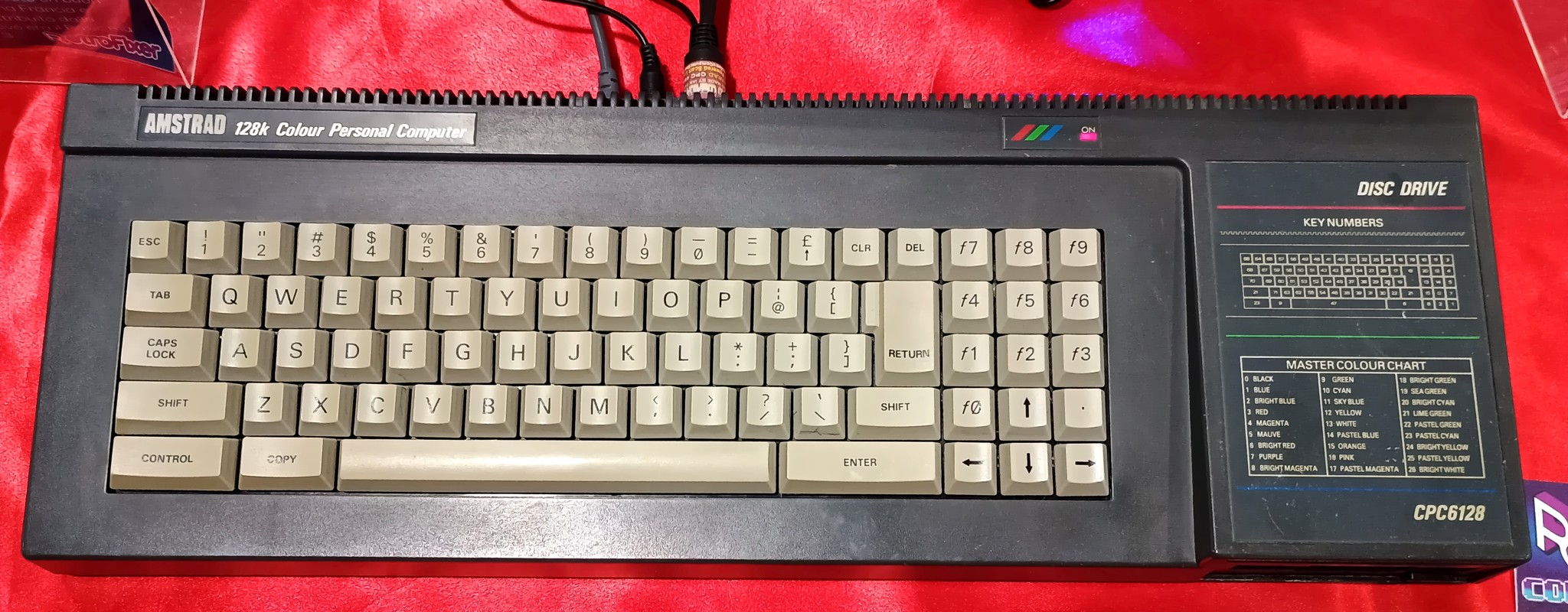
Un Amstrad CPC 6128 con tastiera inglese.

L'Amstrad CPC 6128 fu presentato a metà del 1985 come successore del 664: riprendeva quasi tutte le caratteristiche di questo modello, compresa l'unità dischi per floppy da 3" integrata, ma con 128 KB di RAM. Come i modelli 464 e 664, però, offriva all'utente per i suoi programmi solo 42 KB di RAM: i 64 KB aggiuntivi potevano venire usati solo per salvare dati oppure per creare un RAM disk. Per il computer erano disponibili sia il sistema operativo AMSDOS di Amstrad sia il CP/M 2.2 (con il DR Logo) o 3.0 (con l'ambiente grafico GSX).
Tutti i modelli da 128 kB sono compatibili all'indietro con quelli da 64 kB.

### ModelliPlus

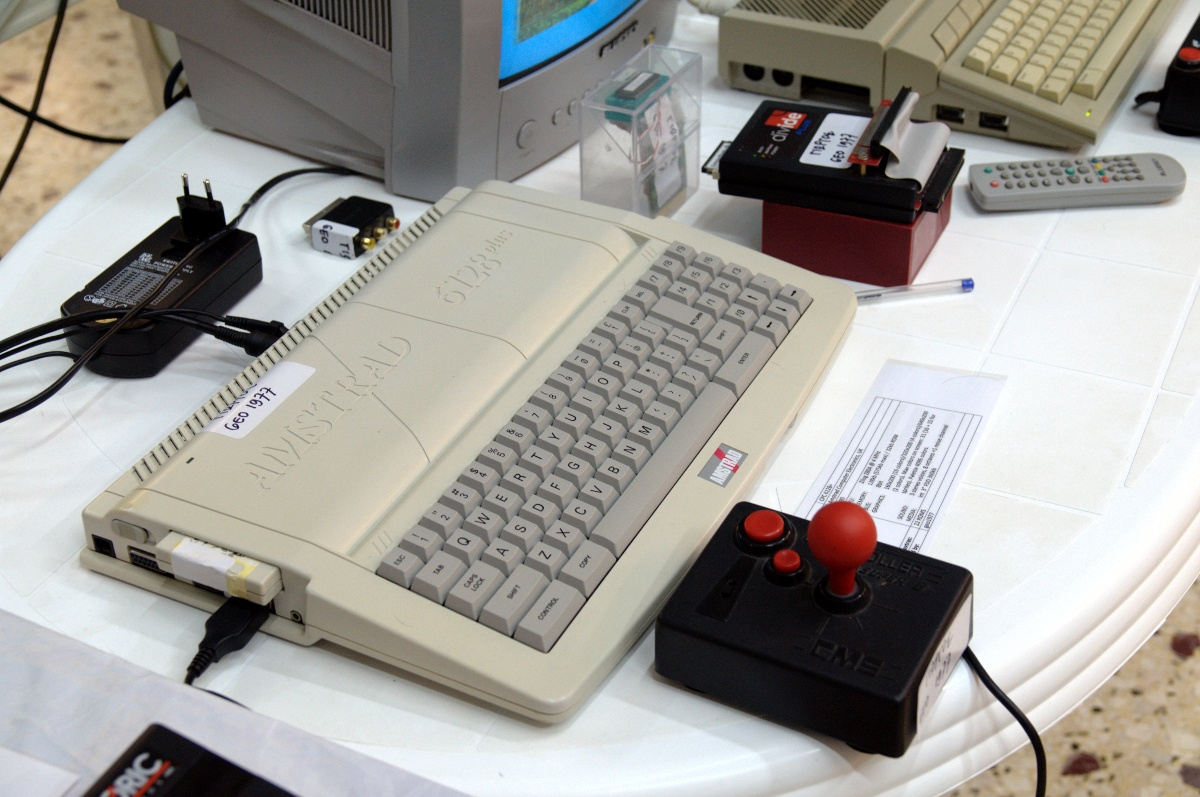
Un Amstrad CPC 6128 Plus: in primo piano, sul lato sinistro, si vede una cartuccia nella nuova porta dedicata.

Nel 1990 Amstrad introdusse la linea Plus composta dai modelli CPC 464 Plus e CPC 6128 Plus, che presentavano nuovi contenitori plastici che abbandonavano la forma spigolosa, stretta ed allungata dei precedenti modelli per adottare un profilo più stretto ma più profondo, con uno stile più simile agli altri computer a 16 bit in circolazione come l'Amiga 500 e l'Atari ST: gli spigoli erano più rotondeggianti ed i colori delle plastiche chiari. Diverse erano anche le modifiche hardware: oltre all'aggiunta di una porta per l'utilizzo di cartucce esterne, molti miglioramenti furono apportati nella sezione video, che adesso offriva una tavolozza da 4096 colori ed il supporto hardware agli sprite. Il chip sonoro, invariato, beneficiava adesso di un accesso diretto alla memoria. I computer della linea Plus non avevano più il firmware su un chip ROM installato sulla scheda madre ma veniva fornito su una cartuccia che conteneva anche il Locomotive BASIC: questo permise ad Amstrad di ridurre i costi di localizzazione del sistema non dovendo più produrre diversi tipi di ROM da installare sulla scheda madre del computer.

## Repliche su licenza e cloni

### Germania Ovest

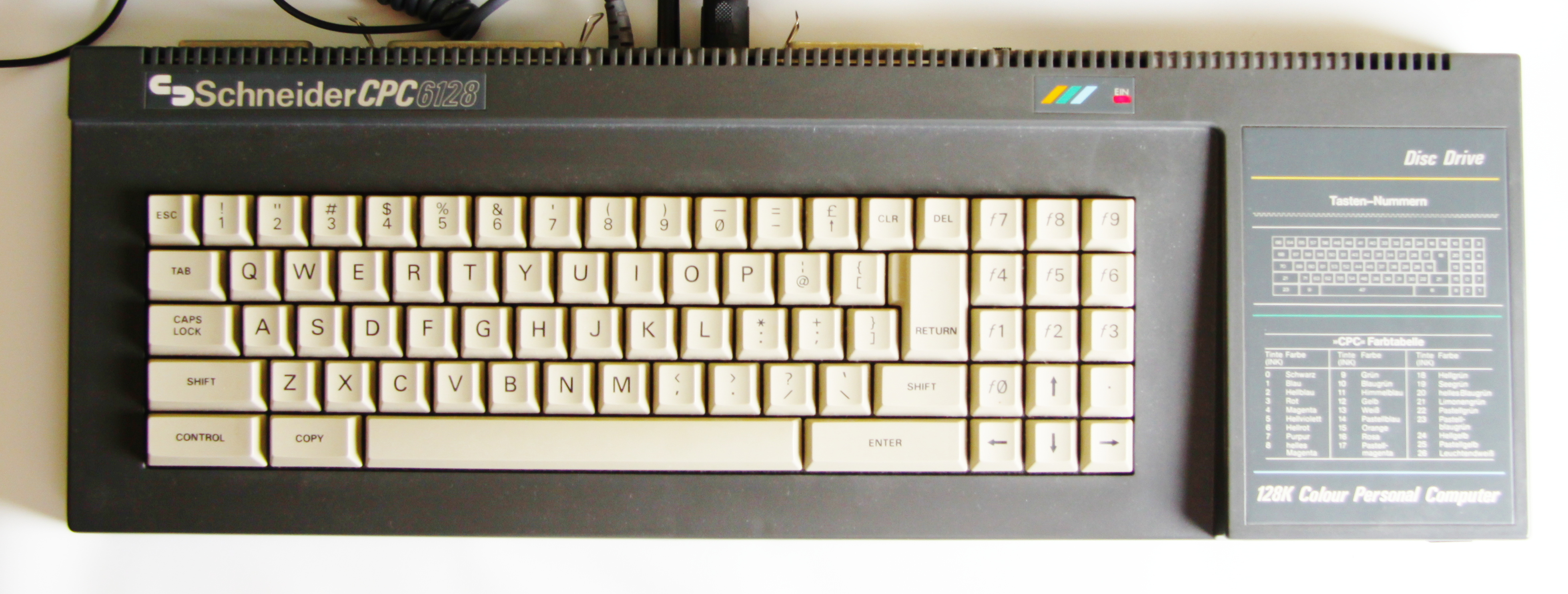
Lo Schneider CPC 6128, con le etichette in tedesco.

In Germania i computer erano distribuiti dalla Schneider Rundfunkwerke, che produsse i modelli 464, 664 e 6128 dopo aver apportato alcune modifiche hardware, con connettori elettrici più robusti in metallo e schermati: questo fu necessario perché i computer non rispettavano la normativa tedesca sulle emissioni elettromagnetiche. Schneider commercializzò i propri modelli del CPC 464, 664 e 6128: questi modelli avevano tasti grigi e una porta Centronics. La documentazione e le etichette furono tradotte in tedesco. Quando Schneider cessò l'attività, Amstrad riprese la commercializzazione con il proprio nome.

### Germania Est

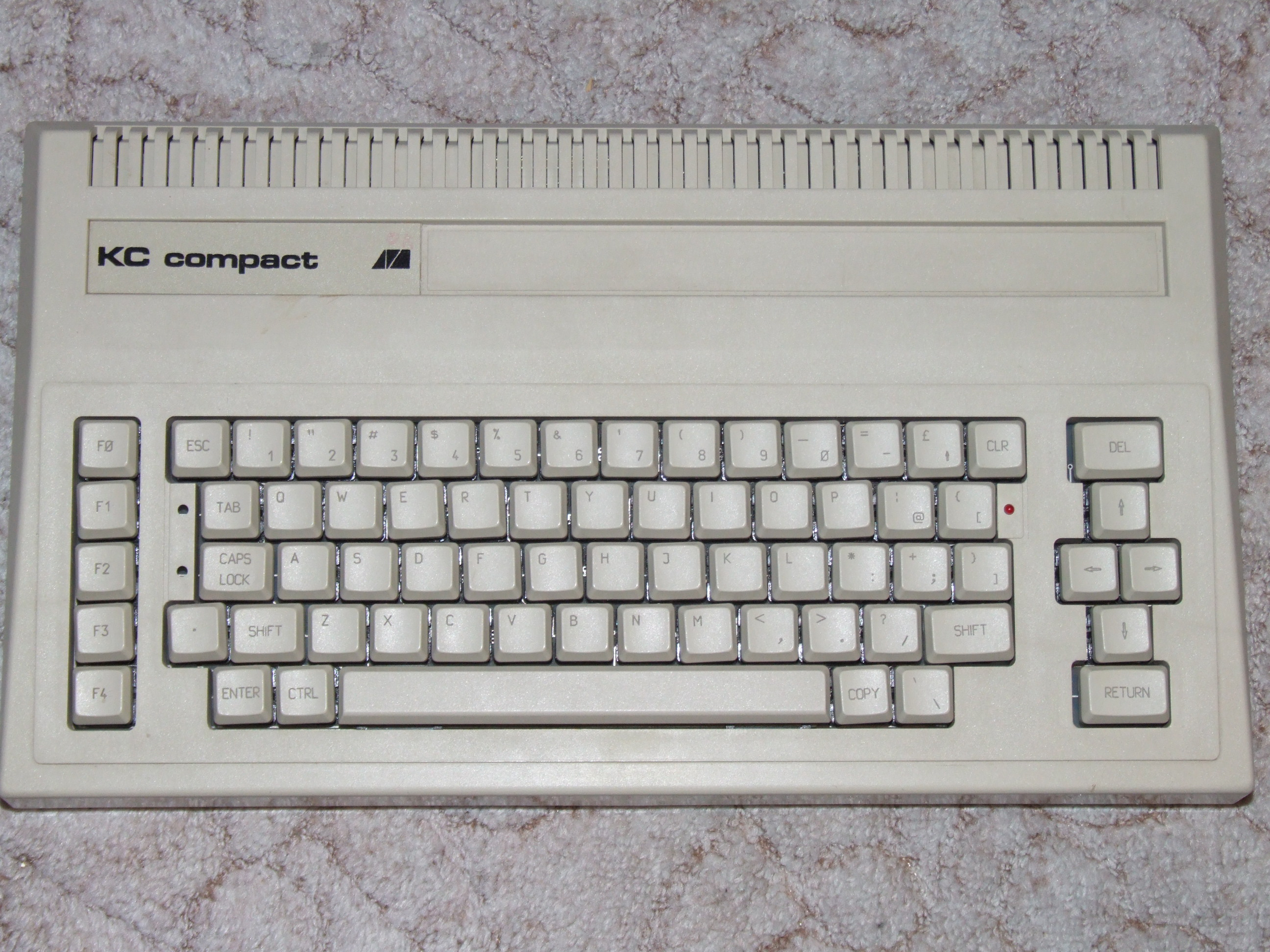
Un KC compact.

Il KC compact fu un clone del CPC prodotto nella Repubblica Democratica Tedesca dalla Rundfunk-und Fernmelde-Technik nel 1989 usando componenti russi e tedeschi dell'est. Il modello differiva dal CPC originale nella struttura esterna, nell'alimentatore esterno e nel drive opzionale da 5,25". A differenza dei modelli Amstrad, poteva essere utilizzato con un televisore. Aveva 32 KB di ROM contenente il Locomotive BASIC 1.1 ed un Firmware modificato derivato da quello del CPC 6128: come sistema operativo usava un clone del CP/M 2.6 denominato MicroDOS. Aveva una memoria RAM da 64 KB RAM. Il processore Z80 fu sostituito dall'equivalente U880 e alcuni chip I/O furono sostituiti con cloni dell'Intel 8255 e dello Zilog 8536. La compatibilità si aggirava sul 95%.

## Periferiche
Nella seconda metà del 1984 Amstrad presentò sia l'interfaccia DDI-1 sia il lettore di dischi FD-1, così da permettere ai possessori di usare i più capienti e veloci floppy disk al posto delle cassette a nastro. L'interfaccia parallela è capace di gestire fino a 2 lettori. I dischetti sono quelli standard Hitachi da 3", una scelta strana all'epoca, perché sul mercato si stava ormai affermando lo standard Sony da 3,5". L'unità DDI-1 con un lettore interno misura 280x105x75 mm, è alimentata a parte e supporta dischetti dati da 178 kB.
L'interfaccia è dotata di un rudimentale sistema operativo per la gestione delle operazioni di accesso ai dischi: con questa unità fu proposto il CP/M 2.2 con il linguaggio di programmazione Logo.
Con l'uscita dei modelli 664 e 6128 dotati di lettore per floppy integrato, Amstrad offrì un registratore a cassette esterno per permettere agli utenti di leggere i programmi disponibili su nastro.

## Hardware
Tutti i modelli CPC sono basati sul processore Zilog Z80 a 4 MHz. Il sistema può avere 64 kB o 128 kB di RAM (espandibile a 512k).
Il registratore a cassette integrato era stato progettato per salvare e caricare i programmi in una varietà di velocità. In BASIC erano disponibili due velocità: 1000 e 2000 baud.
L'Amstrad CPC quindi era molto più veloce a caricare i programmi da nastro rispetto ai suoi diretti rivali. Il Commodore 64, con il suo Datasette arriva a soli 300 Baud e per poter competere faticosamente si avvaleva di Turbo Loader. Lo ZX Spectrum, invece, aveva una velocità di caricamento da nastro di 1500 Baud e con l'ausilio di Turbo Loader, poteva competere tranquillamente con l'Amstrad.

### Video
Il chip video è il Motorola 6845. Questo chip è collegato a un generatore di pixel che supportava l'output dei colori a 1, 2 e 4 bits per pixel.
La ROM supporta tre risoluzioni, ma altre erano disponibili riprogrammando il 6845.
Le modalità video standard sono:
- Mode 0: 160×200 pixel con 16 colori (4 bpp)
- Mode 1: 320×200 pixel con 4 colori (2 bpp)
- Mode 2: 640×200 pixel con 2 colori (1 bpp)

Era disponibile una palette di 27 colori. Il modello Plus estese questa palette a 4096 colori e aggiunse il supporto agli sprite hardware.
Questo hardware competeva bene con quello dei suoi concorrenti a 8 bit.
Il CPC non poteva essere attaccato a una TV, ma solo al monitor Amstrad, esisteva tuttavia un modulo di "adattamento" per questo scopo, disponibile a listino ma difficile da recuperare sul mercato.

### Sonoro
Il CPC utilizza il chip sonoro General Instruments AY-3-8912 a 3 canali.

### Unità floppy disk

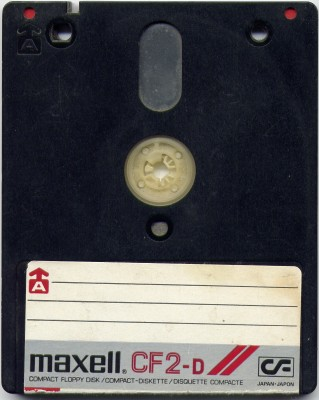
Un floppy disk da 3 pollici (Double-Side), prodotto da Hitachi-Maxell (1990).

La scelta di un floppy drive a 3 pollici della Hitachi, contrariamente a quella dei PC orientata al formato 3,5" della Sony, è causata dall'acquisto in massa della Amstrad di tali drive. Il disco da 3" poteva immagazzinare al massimo 180KB di dati per lato, per un totale di 360KB.

### Similitudini al BBC Micro
Il CPC fu chiamato come un'"implementazione migliorata del BBC Micro", a causa delle similitudini nel firmware e nell'hardware. Entrambi usano il Motorola 6845 (video address generator) e i due chip sonori sono molto simili. Il BBC Micro utilizza un controller floppy Intel 8271, mentre il CPC usa l'Intel 8272, simile all'8271 con in più la modalità (MFM).

## Software
Molti software furono progettati per i modelli 464 e 664 mentre, nonostante le sue superiori potenzialità, pochi furono i titoli riservati ai modelli da 128 kB.

### Il BASIC integrato
Come molti altri home computer, il CPC ha il suo sistema operativo e un interprete BASIC nella ROM, il Locomotive BASIC, una variante progettata specificatamente per l'hardware CPC. Era più veloce e potente rispetto al Commodore BASIC usato dal Commodore 64 e all'MSX BASIC dei computer MSX.

### Videogiochi
La qualità dei videogiochi era paragonabile a quella del Commodore 64. Tuttavia, specialmente nei primi tempi, di alcuni titoli veniva fatto un porting diretto dallo ZX Spectrum, con potenzialità grafiche leggermente inferiori. Il CPC condivide lo stesso processore Z80a dello ZX Spectrum, e alcuni sviluppatori programmavano giochi per i due sistemi in parallelo, senza sfruttare le modalità a 4 o 16 colori e lo scorrimento hardware del CPC.
La maggior parte dei giochi commerciali uscirono per il modello base Amstrad CPC 464, su cassetta o su floppy.
Con l'uscita dell'Amstrad CPC 6128, con RAM raddoppiata a 128k, uscirono anche giochi specifici per questo modello, il primo dei quali fu Zombi. Questi titoli sono in parte esclusivi per 128k, in parte usciti anche per 464, ma dotati di migliorie nell'edizione 128k o se eseguiti su un 128k. I giochi per 128k restano comunque una minoranza; inizialmente erano rari, ma aumentarono soprattutto dal 1990.
Una trentina di titoli uscirono su cartuccia per la console Amstrad GX4000 e sono compatibili con gli Amstrad CPC della linea Plus. I giochi specifici per Amstrad Plus furono altrimenti pochi, e sono perlopiù porting delle versioni CPC base con poco o nessun miglioramento; la principale eccezione è Switchblade, molto più evoluto nella versione Plus.
Nel complesso la libreria di giochi fu molto ampia, anche se non ai livelli dei concorrenti Commodore 64 e ZX Spectrum; uscirono intorno ai 3000 titoli commerciali.
Secondo una selezione fatta dalla rivista Retro Gamer, dichiaratamente approssimativa data la difficoltà di scelta, i dieci più grandi giochi per Amstrad CPC 464 sono North & South, The Guild of Thieves, Spindizzy, Gryzor, Total Eclipse, Prince of Persia, Fantasy World Dizzy, Head over Heels, Get Dexter, Chase H.Q..
La stessa rivista fece un'altra selezione per i dieci migliori giochi sull'Amstrad CPC 6128: Nigel Mansell's World Championship, Chase H.Q., Spellbound Dizzy, B.A.T., Zap'T'Balls, Eve of Shadows, Sorcery+, Iron Lord, Pirates!, HeroQuest.
In una selezione successiva (per tutti i modelli), basata sul sondaggio dei lettori, vennero nominati anche Target Renegade, RoboCop, Switchblade, Batman: The Movie, Batman, Barbarian: The Ultimate Warrior, Rainbow Islands, Bomb Jack, Gauntlet, Renegade, Turrican, Lemmings, Exolon, Driller, ATF, Ikari Warriors, Solomon's Key; i redattori menzionarono anche Feud, Cybernoid, Inside Outing, Aliens, Donkey Kong.

## Riviste
Elenco non esaustivo. Britanniche:
- Amtix
- Computing With the Amstrad
- Amstrad Computer User (Rivista ufficiale)
- Amstrad Action
- CPC Attack.

Francesi:
- Amstrad Cent Pour Cent
- Amstar
- Amstrad Magazine

Tedesche:
- CPC Schneider Magazin